# Fachmann für Personen- und Objektschutz
Der Fachmann für Personen- und Objektschutz ist in der Schweiz ein SBFI (Staatssekretariat für Bildung, Forschung und Innovation) anerkannter Ausbildungsberuf.
Ein eidgenössischer Fachausweis kann nach zwei Jahren Berufspraxis und einer theoretischen und praktischen Prüfung erlangt werden.
Fachmänner für Personen- und Objektschutz sind Privatpersonen und können nur im Rahmen der Jedermannsrechte handeln, sie haben keine Hoheitsrechte.